# Конфигурация (разбиение пространства)

Конфигурация прямых

Конфигурация — это разбиение d-мерного линейного, аффинного или проективного пространства на связные открытые ячейки, порождённые конечным набором геометрических объектов. Иногда эти объекты имеют один и тот же тип, такой как гиперплоскости или сферы. Интерес к изучению конфигураций вызван успехами в вычислительной геометрии, где конфигурации были объединяющими структурами для многих задач. Успехи в изучении более сложных объектов, таких как алгебраические поверхности, отвечали нуждам приложений «реального мира», таких как планирование движений и компьютерное зрение.
Особый интерес представляют конфигурации прямых и конфигурации гиперплоскостей.
В общем случае геометры изучают конфигурации других типов кривых на плоскости и других более сложных типов поверхностей.
Изучаются и конфигурации в комплексных векторных пространствах. Поскольку комплексная прямая не разбивает комплексную плоскость на несколько компонент, комбинаторика вершин, рёбер и ячеек не подходит для этого типа пространств, но представляет интерес изучение симметрий и топологических свойств.